# Neil Smith (bassista)
Neil Smith (Australia, 23 marzo 1953 – Sydney, 7 aprile 2013) è stato un bassista australiano.
È stato bassista degli AC/DC per il loro primo album High Voltage dal febbraio fino al l'aprile del 1974 (in particolare lo ricordiamo per la sua esibizione in Rocking in the Parlour e Can I Sit Next to You Girl). In seguito fu sostituito da Larry Van Kriedt. Fece parte anche del gruppo metal Rose Tattoo.